# NSB BM 74
De BM 74 en BM 75 zijn vijfdelige elektrische treinstellen met lagevloerdeel van het Stadler type FLIRT, voor het regionaal personenvervoer en lokaal personenvervoer voor Vy.

## Geschiedenis
De raad van bestuur van de Norges Statsbaner (NSB) nam op 18 augustus 2008 het besluit voor de bestelling van 50 en een optie van 100 treinen van het type Flirt bij Stadler Rail. Het gaat hierbij om een investering van totaal 4 miljard euro. Het acroniem FLIRT staat voor Flinker Leichter Innovativer Regional-Triebzug. Tussen oktober 2009 en maart 2010 werd dit treinstel getest op de Bergensbanen. Het ging hierbij om de SBB 521 011-7 met de naam: "Oberdorf / Weissenstein" van de Regio S-Bahn Basel. Deze treinstellen zullen rijtuigen van het type B 5 en treinstellen van het type BM 70 vervangen. In november 2012 werd van het type BM 75 een vervolg bestelling van 16 treinstellen geplaatst.

### BM 74
De treinen van de serie BM 74 zijn bestemd als Regionaltog variant maar worden in eerste instantie gebruikt voor het Inter-City verkeer in het oosten van Noorwegen. Hier vervangen ze treinen van de serie BM70.
Het eerste treinstel van dit type werd op 8 september 2010 voor het eerst getoond tijdens de InnoTrans in Berlijn. Met deze trein zijn 2011 de testritten in Noorwegen begonnen.
Samenstelling van deze trein:
- BMa 74.101 - BPa 74.201 - BCMU 74.301 - BPb 74.401 - BMb 74.501
- Het UIC type van deze trein is: 0401

### BM 75

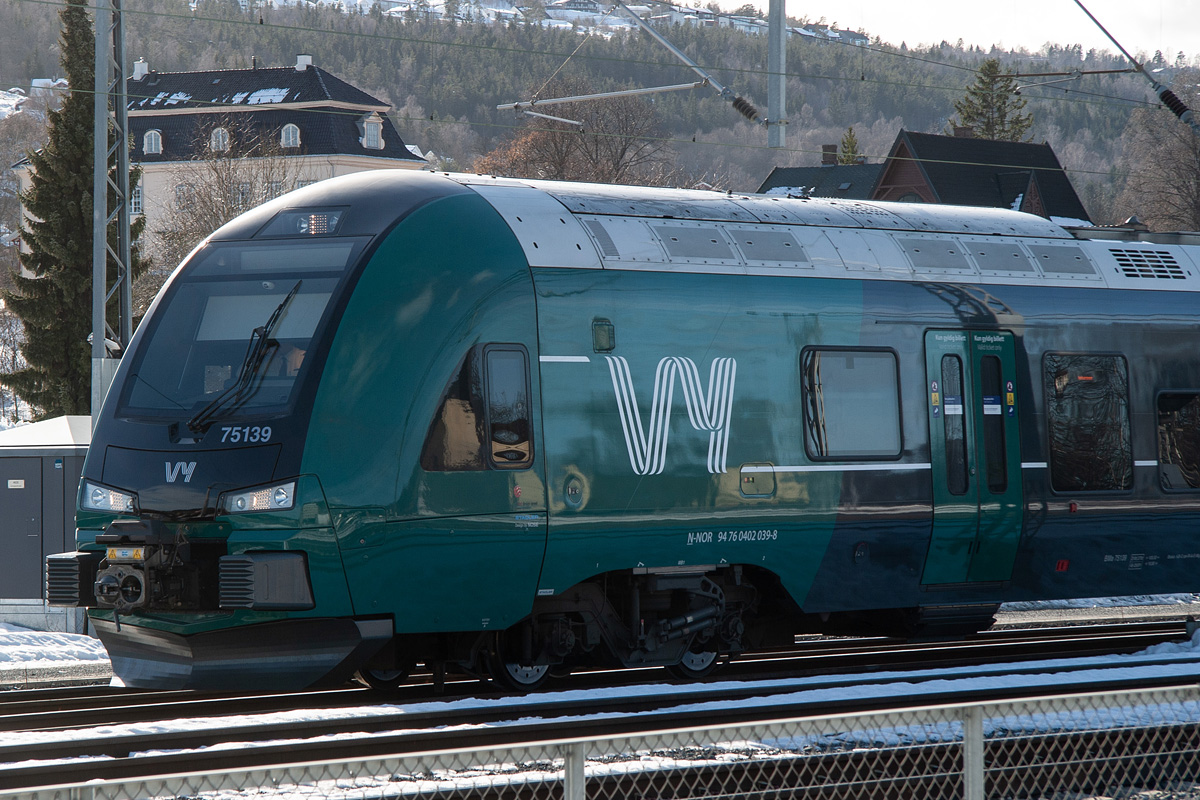
BM75 in Vy kleuren

De treinen van de serie BM 75 is de Lokaltog variant S-Bahn Oslo die op de langere spoorroutes worden opgenomen in het oostelijke deel, zoals Kongsberg - Eidsvoll. Deze treinen zullen worden geleverd nadat het type 74 is afgeleverd.
- Het UIC type van deze trein is: 0402

## Constructie en techniek
Het treinstel is opgebouwd uit een aluminium frame en is uitgerust met luchtvering. Er kunnen tot drie eenheden gekoppeld worden.

## Ongevallen
Op 15 februari 2012 ontspoorde om 10.30 uur een testtrein en botste hierbij tegen een rotswand bij Nykirke tussen Tønsberg en Holmestrand op de Vestfoldbanen. Het treinstel bevond zich op de terugweg van Larvik naar Drammen. Bij dit ongeval raakten 5 personen gewond (geen passagiers). Het treinstel de BM 74 005 werd zwaar beschadigd. Op 19 maart 2012 werden de testritten hervat.

## Treindiensten

### BM 74
De treinen van het type BM 74 worden door Norges Statsbaner gebruikt vanaf 2 mei 2012 op de volgende traject.
- RB 20: Skien - Drammen - Oslo S - Gardermoen - Lillehammer

De treinen van het type BM 74 worden door Norges Statsbaner later gebruikt op de volgende traject.
- Oslo - Ski, Østfoldbanen

### BM 75
De treinen van het type BM 75 worden door Norges Statsbaner gebruikt voor het lokaal personenvervoer rond Oslo.
Als eerste traject komt waarschijnlijk de Vestfoldbanen in aanmerking.
- RB 20: Skien - Drammen - Oslo S - Gardermoen - Lillehammer